# 阿斯哈·法哈蒂
阿斯哈·法哈蒂（波斯語：اصغر فرهادی，羅馬化：Asghar Farhadi，波斯語發音：[æsɣæɾ fæɾhɒːdiː]，1972年5月7日—），伊朗电影导演和编剧。知名作品包括2011年的《分居風暴》和2016年的《新居風暴》，都获得了奥斯卡最佳外语片。

## 生平
法哈蒂毕业于德黑兰大学和塔比阿特莫達勒斯大學的戏剧表演和戏剧导演专业。
2011年他编导的《分居風暴》获得了柏林国际电影节金熊奖以及第69届金球奖和奥斯卡金像奖最佳外语片。
2011年12月19日，他成为2012年2月举办的第62届柏林电影节评委之一。
2013年作品《咎愛》入围第71届金球奖最佳外语片。
2016年作品《新居風暴》赢得第69届戛纳电影节最佳编剧，並再次夺得奧斯卡最佳外語片。但未出席頒獎典禮，以對時任美國總統川普的不滿。
2021年作品《我不是英雄》不僅獲得坎城影展「評審團大獎」，也成為了代表伊朗角逐奧斯卡最佳國際影片獎的作品。

## 导演作品
| 年份 | 中文片名     | 原始片名            | 音译                    |
| ---- | ------------ | ------------------- | ----------------------- |
| 2003 | 在微塵中漫舞 | رقص در غبار         | Raghs dar ghobar        |
| 2004 | 死期預告     | شهر زیبا            | Shahr-e ziba            |
| 2006 | 煙花星期三   | چهارشنبه سوری       | Chaharshanbe-soori      |
| 2009 | 海灘的那一天 | درباره الی          | Darbareye Elly          |
| 2011 | 分居風暴     | جدایی نادر از سیمین | Jodaeiye Nader az Simin |
| 2013 | 咎愛         | Le Passé            |                         |
| 2016 | 新居風暴     | فروشنده             | Forushandeh             |
| 2018 | 人尽皆知     | Todos lo saben      |                         |
| 2021 | 我不是英雄   | قهرمان              | Ghahreman               |

## 奖项
- 在微塵中漫舞
  - 伊朗黎明國際電影節（Fajr International Film Festival）特別評審團獎
  - 亞太影展最佳導演獎
  - 亞太影展最佳劇本獎
- 死期預告
  - 華沙國際影展（Warsaw International Film Festival）大獎
  - 印度国际电影节 金孔雀獎
  - Split Film Festival影评人费比西奖
- 煙花星期三
  - 伊朗黎明國際影展最佳導演獎
  - 芝加哥国际电影节金雨果獎
  - 拉斯帕爾馬斯國際電影節（Las Palmas de Gran Canaria International Film Festival）金哈麗瑪瓜達獎（Golden Lady Harimaguada）
- 海灘的那一天
  - 伊朗黎明國際影展最佳導演獎
  - 伊朗黎明國際影展觀眾獎
  - 柏林国际电影节最佳導演獎
  - 翠貝卡影展最佳劇情片獎
  - 喀拉拉國際影展（International Film Festival of Kerala）最佳演出獎
  - 亞洲太平洋電影獎最佳劇本獎
  - 亞洲太平洋電影獎特別評審團獎
  - 布里斯本國際影展Netpac獎
- 分居風暴
  - 伊朗黎明國際影展最佳導演獎
  - 伊朗黎明國際影展最佳劇本獎
  - 伊朗黎明國際影展觀眾獎
  - 柏林国际电影节柏林晨邮报讀者評審團獎
  - 柏林国际电影节人道精神特別獎
  - 柏林国际电影节金熊奖
  - 第69届金球奖最佳外语片
  - 第84届奥斯卡金像奖最佳外语片
  - 2012年亞洲電影大獎最佳電影、最佳導演、最佳編劇
- 咎愛
  - 第71屆金球獎最佳外語片入圍
  - 2013美國第85屆國家評論協會獎最佳外語片
  - 2013第66屆坎城影展最佳女演員獎
  - 2014第86屆奧斯卡金像獎最佳外語片伊朗代表
- 新居風暴
  - 第89届奥斯卡金像奖最佳外语片
  - 第69届戛纳电影节最佳编剧
  - 第74屆金球獎最佳外語片入圍